# Sille Beyer
Sille Hendrikke Christine Beyer, född 1803 och död 1861, var en dansk författare.
Beyer blev i synnerhet känd genom sina förbindelser med det Heibergska huset. Hennes dikter, berättelser och teaterpjäser är idag mindre kända, men hennes bearbetningar av Shakespeares och Calderons arbeten i enlighet med Heibergs smak brukar omtalas i litteraturhistorien.